# Freddie Mercury
Freddie Mercury, geboren als Farrokh Bulsara (Gujarati: ફારોખ બલ્સારા‌; Stone Town, Sultanaat Zanzibar (nu: Tanzania), 5 september 1946 – Londen, 24 november 1991), was een Brits rockmusicus. Hij werd bekend als de zanger en frontman van de groep Queen en groeide uit tot een van de populairste rockartiesten en popzangers aller tijden. Hij stond bekend om zijn extravagante podiumpersoonlijkheid en zijn explosieve optredens. Hij staat ook te boek als de man met een stembereik van vier octaven, wat buitengewoon is voor een mannelijke zangstem.

## Jeugdjaren
Farrokh Bulsara werd geboren op Zanzibar waar zijn vader werkte als kassier voor de Britse koloniale overheid. Zijn voorouders waren oorspronkelijk Parsi (Perzen die na de islamitische verovering van Iran in de 7e eeuw naar India gevlucht waren en het zoroastrisme waren blijven aanhangen, de staatsgodsdienst van het pre-islamitische Perzië).
Zijn vroege jeugd bracht Bulsara zonder zijn ouders en zus door in Panchgani, India, waar hij onderwijs op een kostschool volgde. Daarna (1964) verhuisde zijn familie naar Engeland en woonde hij in de Londense wijk Feltham. Na zijn middelbareschoolopleiding bezocht hij de kunstacademie waar hij afstudeerde in design. Daarnaast leerde hij zichzelf pianospelen en trad hij op in gelegenheidsbandjes.

## Stem
Hoewel Mercury's spreekstem binnen het baritonbereik viel, zong hij de meeste liedjes binnen het tenorbereik. Zijn vocale bereik reikte van F2 tot F6: hij kon alles zuiver zingen van bas tot en met sopraan. Zijn stembanden trilden met 7,04 hertz, waar normaal gezien een trilling van 5,4 tot 6,9 Hz gaat. Hij kon belten tot F5. Biograaf David Bret beschrijft zijn stem als een "escalatie binnen een paar maten uit het diep kelig, rock-gegrom naar een tedere, levendige tenor, en dan omhoog naar een hoge, perfecte coloratuur, puur en kristalhelder in het bovenste bereik".
De Spaanse sopraanzangeres Montserrat Caballé, met wie Mercury een album opnam, zei over Freddie: "Het verschil tussen Freddie en bijna alle andere rocksterren was, dat hij zijn stem verkocht". Ze voegde eraan toe: "Zijn techniek was verbluffend. Problemen met tempo's had hij niet, hij zong met een scherp gevoel voor ritme, en zijn vocale plaatsing was zeer goed en hij kon ook nog moeiteloos van het ene in het andere register glijden. Hij was ontzettend muzikaal. Zijn frasering was subtiel, delicaat en lieflijk, of energiek en explosief. Hij kon de juiste kleur en expressieve nuance vinden voor elk woord". In het verloop van Queens carrière veranderde Freddie in live-uitvoeringen de hoogste noten van hun nummers steeds vaker, steeds harmoniserend met secunden, tertsen of kwinten in plaats van de studioversie. Er werd van hem gezegd dat hij "de vreselijkste zangersknobbeltjes" had; hijzelf beweerde nooit zangles te hebben gehad.

## Queen
In 1968 besloten Brian May en Tim Staffell, beiden student aan het London's Imperial College, een muziekgroep te vormen. Brian plaatste een advertentie op het collegeprikbord voor een "Ginger Baker Type"-drummer. Een student tandheelkunde, Roger Taylor, deed auditie en kreeg de plaats achter de drums. Ze noemden de groep Smile. Tim Staffell was student aan het Ealing College of Art met als goede vriend ene Farrokh Bulsara die zich inmiddels Freddie noemde en introduceerde hem bij de band. Freddie werd al snel een fan van de band. In 1970 besloot Tim Staffell er de brui aan te geven, want het leek niets te worden met Smile. Tim vertrok en sloot zich aan bij een band genaamd Humpy Bong. En Farrokh Bulsara ging van zijn band Wreckage over naar die van Brian en Roger.

### Jaren zeventig

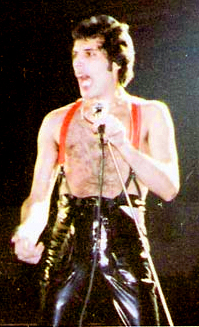
Freddie Mercury tijdens een optreden in Hannover, 1979

In 1971 was de band compleet door de komst van bassist John Deacon. De naam Queen en het repertoire bestonden al, dus Deacon hield zich gedeisd en studeerde braaf de nummers in. Inmiddels had Farrokh Bulsara zich de artiestennaam Freddie Mercury gegeven. Verguisd door de Britse pers, maar aanbeden door een steeds groter wordende schare fans, werd Queen een van de bekendste rockgroepen van de jaren zeventig en tachtig.
De muziek van Queen in de jaren zeventig werd sterk beïnvloed door klassieke muziek (een van Mercury's favorieten was Chopin), maar ook door onder meer Jimi Hendrix en The Beatles. Mercury's opmerkelijke kostuums waren onder andere geïnspireerd door de Ballets Russes van rond 1910 met Vaslav Nijinsky als grote ster. De piano van Mercury en de zelfgebouwde gitaar van May vormden het herkenningsgeluid van de groep. De Queenhit Bohemian Rhapsody werd geadverteerd met de eerste videoclip die met een videocamera werd opgenomen en gold lange tijd als een van de langste videoclips.
Eind jaren zeventig verdween het klassieke element grotendeels en gebruikte de groep voor het eerst discoritmes en werd er soms explicieter over seks gezongen.

### Jaren tachtig
De soms haast mystieke uitstraling van de zanger (lang zwart haar, zwarte nagellak, Japanse kimono's etc.) maakte plaats voor een dikke snor, leren broeken en petjes en de feesten die de groep geregeld gaf waren meer dan berucht. Ironisch genoeg zorgden de dikke snor en leren kleding in Latijns-Amerika voor een groeiende populariteit van zowel Freddie als Queen, omdat deze kenmerken daar een macho imago hebben.
In het begin van de jaren tachtig leek de groep snel Europese fans te verliezen, terwijl in Amerika de fans juist toestroomden. In 1984 bleek de groep in Europa weer toe te gaan slaan. I Want to Break Free, geschreven door bassist John Deacon, werd begeleid door een videoclip waarin de leden van Queen als vrouw verkleed waren. In tegenstelling tot wat veelal verondersteld wordt, was dit geen idee van Mercury, zo bleek achteraf, maar van drummer Taylor, als parodie op de Britse televisieserie Coronation Street. In Amerika werd deze grap niet als zodanig gewaardeerd en Queen verloor daardoor juist veel Amerikaanse fans. Desondanks werd The Works uit 1984 Queens bestverkopende album tot dan toe.

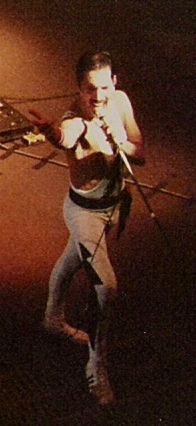
Live in Frankfurt, 1984

In 1985 vond Mercury de tijd om, los van Queen, een aantal persoonlijke nummers te schrijven en op plaat te zetten. Resultaat is het album Mr. Bad Guy. Saillant detail is dat hij in de linernotes de overige leden van Queen hartelijk dankte voor "not interfering".

### Live Aid 1985
In juli 1985 gaf de groep een spectaculair optreden tijdens Live Aid. Er werd aangenomen dat Mercury naderhand samen met Roger Taylor het nummer One Vision schreef, waarop hij zijn bewondering voor de saamhorigheid van artiesten en publiek op Live Aid aangeeft. Dit is echter niet waar. Het nummer One Vision is ontstaan in de Musicland-studio in München na een ruw idee van drummer Roger Taylor die aanvankelijk een ode wilde schrijven aan Martin Luther King. Van de oorspronkelijke tekst is echter alleen "I had a dream" overgebleven wat in de brug van het nummer is te horen. Achteraf bleek het optreden op Live Aid ook bij het publiek een enorme kick te hebben gegeven. Vanaf 1986 werden hun albums (onder andere The Works, A Kind of Magic) weer goed verkocht, ook in Europa, en in 2004 werd Queen's Live Aid optreden bij een opiniepeiling van Radio 2 verkozen tot beste optreden aller tijden.

### Laatste optredens
In 1986 was de groep op tournee die eindigde in het Knebworth Park in Stevenage. Op 9 augustus 1986 waren 350.000 toeschouwers getuige van het, zo bleek achteraf, laatste liveoptreden van Queen met Freddie. Mercury verklaarde lachend dat niemand meer zat te wachten op oude mannen op het podium (hij werd dat jaar 40). Tevens schoor hij zijn snor af en millimeterde hij zijn haar. Hij was inderdaad ouder geworden, rustiger ook, en de verhalen van wilde feesten in onder andere München verdwenen. Opmerkelijk was zijn duet in Barcelona met Montserrat Caballé, de wereldberoemde operadiva die hij uitermate bewonderde, gevolgd door het gelijknamige album. Toen Queen in 1989 het album The Miracle uitbracht, verscheen er dan ook voor het eerst geen tour. Ook toen verklaarde Freddie dat hij en de andere bandleden te oud waren om nog te touren, maar eigenlijk had hij problemen met zijn gezondheid.

## Ziekte en overlijden
Inmiddels werden de geruchten dat Mercury aan aids leed steeds sterker, mede vanwege het feit dat hij zelden in het openbaar te zien was. In 1990 kreeg Queen een Brit Award voor hun uitzonderlijke bijdrage aan de Britse muziek. Dit was Mercury's laatste verschijning in het openbaar. In de laatste twee jaar van zijn leven werd hij continu gestalkt door fotografen, die op een gegeven moment zelfs via het wc-raam probeerden een glimp van Mercury op te vangen. Het Engelse tabloid The Sun beweerde continu dat hij ernstig ziek was; met name een artikel van november 1990 met een foto van een verwilderd kijkende Mercury (met uitpuilende ogen van de moeheid) samen met de kop "It's official - Freddie is seriously ill". In de zomer van 1991 verscheen de videoclip van I'm Going Slightly Mad, waarin Mercury wel weer te zien was. Maar ondanks make-up en pruik was duidelijk dat hij sterk vermagerd was. Hierna kwam Headlong uit. In deze clip was de vermagering goed te zien. De video van These are the Days of Our Lives werd voor het eerst uitgezonden op de BBC2, twee dagen na zijn overlijden, als afsluiting van een haastig in elkaar gezette herdenkingsspecial. De videoclip was Mercury's laatste. De laatste in het nummer door Mercury gefluisterde woorden zijn "I still love you", wat een persoonlijke ode van Mercury was aan de fans die Queen steunden en bleven steunen. Mercury uitte deze woorden ook vaak tijdens liveoptredens, meestal na het nummer Love of My Life, waar deze tekst ook in voorkomt. Na het maken van de clip kreeg Mercury steeds meer last van zijn ziekte. Zijn zicht verminderde en hij raakte gedesoriënteerd en bedlegerig.
Op 23 november 1991, één dag voor zijn overlijden, maakte Mercury officieel wereldwijd bekend dat hij leed aan aids. Dat deed hij door middel van een kort persbericht gemaakt op zijn sterfbed. De tekst die hij op 23 november 1991 om 14.50 uur naar buiten bracht:
"Na de enorme speculaties in de pers wil ik bevestigen dat ik hiv-positief getest ben en aids heb. Ik vond het juist om deze informatie niet eerder naar buiten te brengen ter bescherming van de privacy van de mensen om mij heen. Nu is het echter tijd dat mijn vrienden en fans over de hele wereld de waarheid horen. En ik hoop dat iedereen zich bij mij, mijn artsen en allen ter wereld die tegen deze verschrikkelijke ziekte vechten wil voegen. Mijn privacy is altijd al heel bijzonder voor mij geweest en ik ben beroemd om mijn gebrek aan interviews. Gelieve te begrijpen dat dit zo zal blijven. I still love you, Jullie Freddie."
Mercury stierf op 24 november 1991 om 18:48 uur in zijn Londense huis aan een longontsteking. Hij werd 45 jaar oud. Freddie is in kleine kring gecremeerd in Londen. In de laatste maanden van zijn leven voltooide hij enkele nummers voor de laatste Queen-cd, Made In Heaven. Het laatste nummer dat Mercury gezongen heeft was Mother Love in Montreux. Hij bleek alleen fysiek niet in staat om ook het laatste couplet in te zingen. Hij ging terug naar Londen en dacht later nog wel terug te komen om het af te maken. Brian May heeft uiteindelijk het laatste couplet ingezongen. Het nummer is verschenen op het laatste Queen-album, Made In Heaven. Deze cd kwam vier jaar na zijn overlijden uit, in november 1995. Het hele album werd gemaakt als een ode aan Freddie. In 1997 maakten de overgebleven Queen-leden nog een laatste ode aan Freddie, No-One but You (Only the Good Die Young). In 2000 verscheen nog een cd-box met onder andere repetities met Montserrat Caballé en Michael Jackson.

## Karakter
Hoewel hij tijdens optredens een flamboyante persoonlijkheid was, was Mercury in werkelijkheid een zeer verlegen en bescheiden man, met name in aanwezigheid van mensen die hij niet goed kende. Mercury: "Wanneer ik optreed, lijk ik een extravert persoon, maar van binnen ben ik een volledig andere man". Hij heeft ook relatief weinig interviews gegeven.

### Seksuele geaardheid
Freddie Mercury was waarschijnlijk biseksueel, al wordt zijn geaardheid ook vaak beschreven als homoseksueel. De homoseksuele geaardheid van Mercury was voor niemand in zijn naaste kring een geheim, al heeft Mercury dit publiekelijk aanvankelijk jaren ontkend. In de jaren tachtig leek hij dit niet meer te willen verbergen. Hoewel sommige critici beweren dat hij zijn geaardheid expres verborg voor het publiek, beweren anderen juist weer dat hij openlijk homoseksueel was. In december 1974 vroeg een journalist van de New Musical Express direct, "Hoe is het om homo te zijn?", waarop Mercury antwoordde: "U bent een crafty cow. Laten we het op deze manier zeggen; er waren tijden dat ik jong en groen was. Het zijn dingen die schooljongens doorlopen. Ik heb mijn aandeel schooljongensstreken gehad. Maar ik ga hier verder niet op in". Homoseksualiteit werd pas in 1967 gelegaliseerd in het Verenigd Koninkrijk, slechts zeven jaar voor dit voorval. In de jaren tachtig zou hij tijdens openbare evenementen zelfs vaak afstand hebben genomen van zijn partner Jim Hutton.

### Relaties

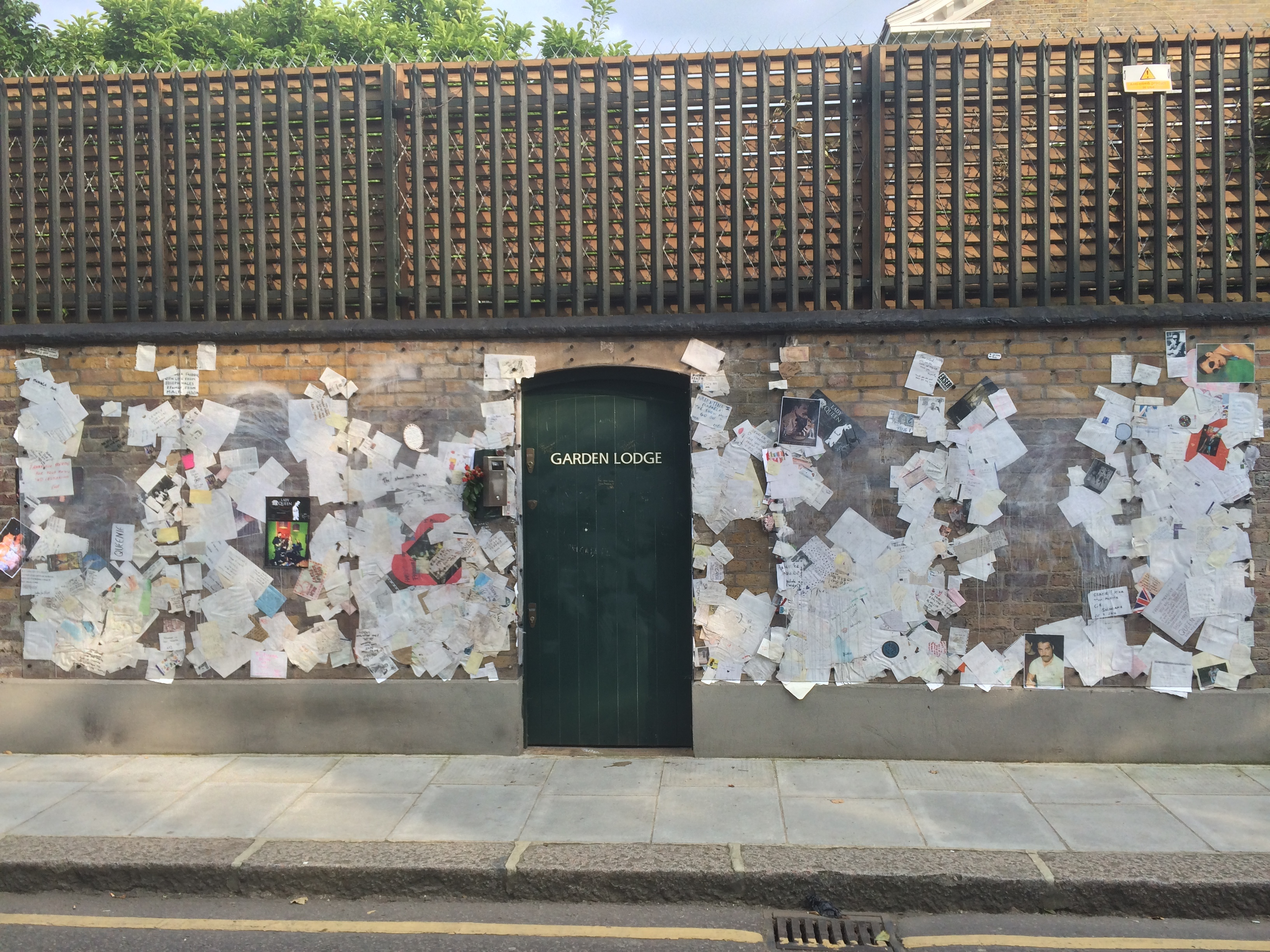
De muren van Mercury's oude woning zijn een monument voor zijn fans geworden (2014).

In de vroege jaren zeventig had Mercury een relatie met Mary Austin, die hij had ontmoet via gitarist Brian May. Hij leefde een paar jaar met haar samen in West Kensington. Tegen het midden van de jaren zeventig begon de zanger echter een affaire met een mannelijke Amerikaanse platenproducent van Elektra Records, David Minns, wat uiteindelijk resulteerde in het einde van zijn relatie met Austin. Toch bleven Mercury en Austin door de jaren heen goede vrienden, Mercury vaak verwijzend naar haar als zijn enige vrouw. In een interview in 1985 zei Mercury het volgende over Austin: "Al mijn minnaars vroegen me waarom ze niet in de plaats van Mary konden komen, maar dat is gewoon onmogelijk. De enige vriend die ik heb is Mary en ik wil dat helemaal niet met iemand anders. Voor mij is ze mijn vrouw. Voor mij was het een echt huwelijk. Wij geloven in elkaar, dat is genoeg voor mij". Over de hoogst aangeschreven hit Love of My Life zijn er verschillende opvattingen. Sommige mensen beweren dat Mercury dit nummer schreef voor Austin, terwijl anderen ervan uitgaan dat het over Minns gaat. Publiekelijk heeft hij er nooit een verklaring over gegeven, al beweert John Reid, destijds de manager van Queen, dat Mercury tegenover hem heeft losgelaten dat het lied daadwerkelijk over Minns gaat. In zijn testament gaf Mercury zijn huis, Garden Lodge, in Londen voor 50 jaar in bruikleen aan Austin, in plaats van aan zijn toenmalige partner Jim Hutton. Zeggende: "Je was mijn vrouw, dus het behoorde jou toch al toe, lieverd". Achteraf bleek dat Hutton leed aan hiv. Mogelijk ging Mercury er vanuit dat zijn partner niet veel later ook zou overlijden. Austin woont sindsdien in Garden Lodge. Mercury was de peetoom van de oudste zoon van Mary, Richard.
Begin jaren tachtig had hij een innige vriendschap met Barbara Valentin, een Oostenrijkse actrice, die optrad in de video It's A Hard Life. Bij publieke aangelegenheden deed zij, net als Mary Austin jaren eerder, zich regelmatig voor als zijn partner om zo de aandacht af te leiden van zijn werkelijke geliefde. Met restauranthouder Winnie Kirschberger leefde Mercury enige tijd samen in zijn periode in München. In 1985 kreeg hij een relatie met een kapper, Jim Hutton. Hutton, die zelf hiv-positief is getest in 1990, woonde met Mercury samen in de laatste zes jaar van zijn leven en verpleegde hem tijdens zijn ziekte. Ook was hij aanwezig aan zijn sterfbed. Mercury droeg tijdens zijn overlijden een trouwring die Hutton hem gegeven had. Hutton overleed zelf aan longkanker op 1 januari 2010.

### Kinderen
In mei 2025 vermeldde de Britse auteur en journalist Lesley-Ann Jones in een nieuwe biografie dat Mercury, van wie tot dan toe geen kinderen bekend waren, een dochter zou hebben. Het kind zou in 1976 per ongeluk verwekt zijn tijdens een affaire met de vrouw van een goede vriend van Mercury. Mercury zou deze dochter geregeld hebben bezocht en haar elke dag gesproken hebben als hij op tournee was. De bewering is echter niet bevestigd door nabestaanden van Mercury, noch gestaafd met ondersteunend bewijs.

## Nagedachtenis

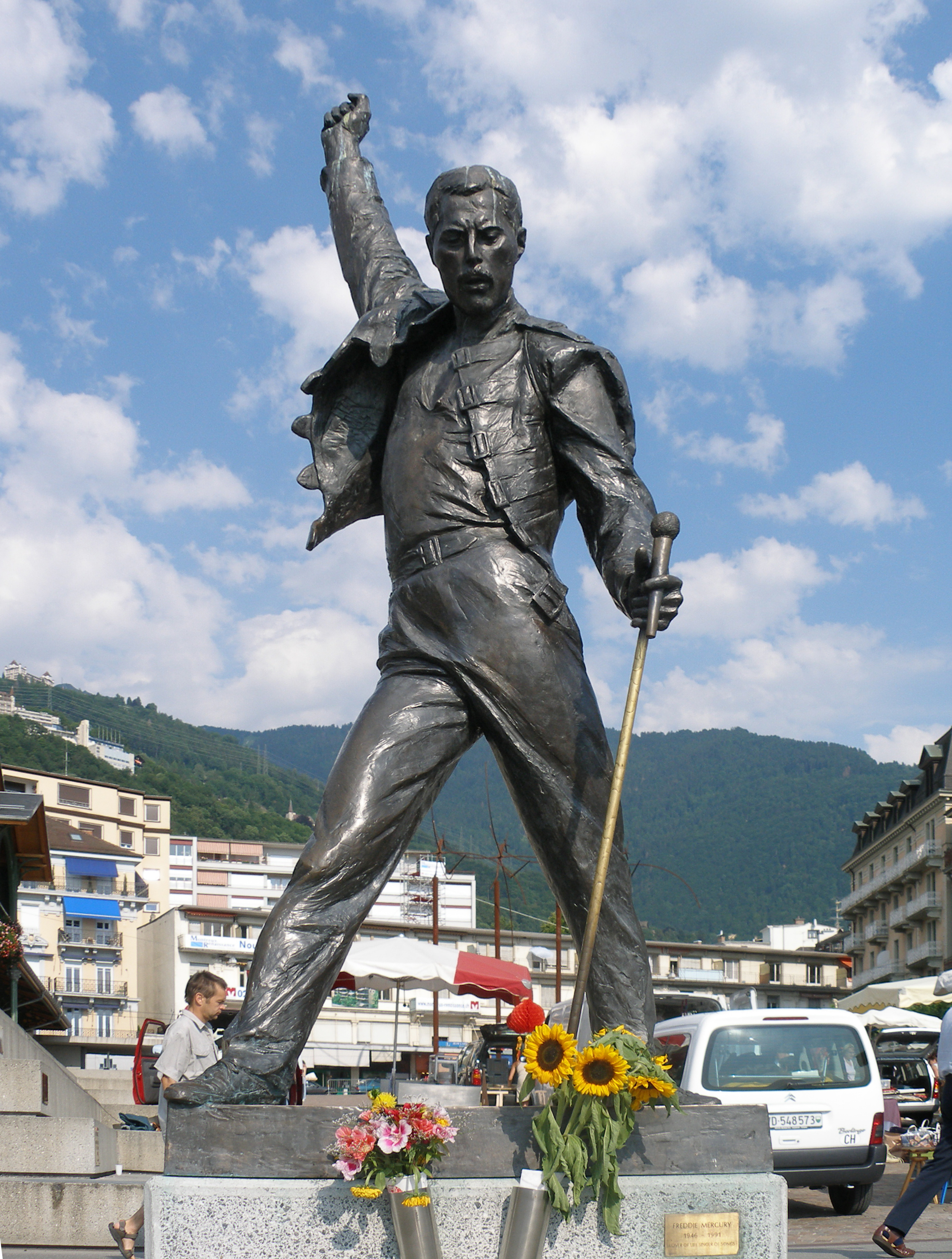
Standbeeld aan het Meer van Genève op het Place du Marché in Montreux

Op paasmaandag 20 april 1992 organiseerden de drie overgebleven leden van Queen een herdenkingsconcert ter nagedachtenis aan Freddie Mercury in het Londense Wembley Stadion, The Freddie Mercury Tribute Concert. Met dit concert moest geld ingezameld worden voor de Mercury Phoenix Trust, een fonds opgericht ter nagedachtenis aan de zanger en met als doel de bestrijding van aids door medisch onderzoek en publieke voorlichting. Onder andere traden de bands Metallica, Def Leppard, Guns N' Roses en Extreme op en vertolkten artiesten als Robert Plant, Liza Minnelli, Elton John, Roger Daltrey, Paul Young, David Bowie, Annie Lennox, George Michael en Seal bekende nummers van Queen.
Op 25 november 1996, vijf jaar na zijn dood, werd een standbeeld van Freddie Mercury onthuld in Montreux, waar hij bijzonder graag kwam en ook enige tijd heeft gewoond. Queen kwam er voor het eerst in 1978 voor opnames voor het album Jazz in de Mountain Studios. De band kocht de studio in 1979. Het bronzen beeld kijkt uit over het Meer van Genève en heeft zijn rechterarm opgeheven, een houding die Freddie tijdens zijn concerten vaak aannam als hij wilde dat het publiek meezong.
In 1997 kwamen de overgebleven leden van Queen nog één keer bij elkaar, en namen een single op ter nagedachtenis aan Mercury, genaamd No One but You (Only the Good Die Young). Na deze single stopte bassist John Deacon met optreden, maar hij is nooit officieel uit de band gestapt. Ook is hij nog steeds betrokken bij financiële zaken van de band.
Sinds 2003 wordt er in Montreux jaarlijks het Freddie Mercury's Montreux Memorial Day muziekfestival georganiseerd in het weekend dat het dichtst bij Freddies verjaardag valt. In 2006, zijn 60e verjaardag, waren hierbij zijn moeder, Jer Bulsara, en zuster, Kashmira Cooke, aanwezig.
Ook in 2006, op 5 september, was in Londen een groot feest georganiseerd met een speciale uitvoering van de musical We Will Rock You inclusief gastoptredens en een veiling voor de Mercury Phoenix Trust.
Een dag eerder werden er een nieuwe cd The Very Best of Freddie Mercury en een dubbel-dvd Lover of Life, Singer of Songs uitgebracht. De dubbel-dvd bevat Freddies solovideo's en zijn verhaal, verteld door vrienden en familie. Op 1 september is zijn solohit Love Kills opnieuw als single uitgebracht. Ten slotte is 11 september het audioboek Freddie Mercury A Life In His Own Words verschenen.
Tijdens de sluitingsceremonie van de Olympische Spelen in Londen 2012 werden, tijdens het gedeelte met de ode aan de Britse popmuziek, bewerkte beelden van Freddie Mercury getoond op vier grote schermen in het centrum van het stadion van het live-optreden in Wembley. Dit was de inleiding tot een optreden van Queen (Brian May en Roger Taylor) met als gastzanger Jessie J waarmee de ode aan de Britse popmuziek werd afgesloten.
In 2016 werd op 4 september bekendgemaakt dat een planetoïde is vernoemd naar Mercury.
Op de dag waarop hij 70 jaar zou zijn geworden (5 september 2016) is er een verzamelbox uitgekomen met zijn 13 hits, zowel op dubbel-cd als 13 gekleurde vinylsingles.
De titel van deze compilatie is Messenger of the Gods.
In 2013 werd de kikker-soort Mercurana myristicapalustris beschreven. De geslachtsaanduiding Mercurana betekent vrij vertaald Mercury's kikker en is een eerbetoon aan Freddie Mercury.
In 2018 verscheen de film Bohemian Rhapsody over Queen met een hoofdrol voor Freddie Mercury, gespeeld door Rami Malek. Deze film bereikte een omzet van meer dan een miljard dollar en leverde Mary Austin 44 miljoen aan royalty's op.

## Discografie

### Albums
| Album met eventuele hitnotering(en) in de Nederlandse Album Top 100 | Datum van verschijnen | Datum van binnenkomst | Hoogste positie | Aantal weken | Opmerkingen                                                                                                |
| ------------------------------------------------------------------- | --------------------- | --------------------- | --------------- | ------------ | --- |
| Mr. Bad Guy                                                         |                       | 11 mei 85             | 20              | 11           | |
| Barcelona                                                           |                       | 4 januari 92          | 9               | 22           | met Montserrat Caballé                                                                                     |
| The Freddie Mercury Album                                           |                       | 28 november 92        | 8               | 30           | Verzamelaar. In Amerika uitgebracht als The Great Pretender, met iets andere tracklist.                    |
| Remixes                                                             |                       | 11 december 93        | 73              | 5            | |
| Solo                                                                |                       | 4 november 00         | 21              | 8            | 3 cd verzamelbox. Er is tegelijkertijd ook een 10 cd+2dvd verzamelbox, The Freddie Mercury Solo Collection |
| Lover of Life, Singer of Songs: The very best of Freddie Mercury    |                       | 15 september 06       | 30              | 6            | Dubbel-cd verzamelaar.                                                                                     |
| Barcelona                                                           |                       | 15 september 12       | -               | -            | met Montserrat Caballé. Nieuwe uitgave waarbij het synthesizer-orkest vervangen is door een echt orkest.   |
| Messenger of the Gods                                               |                       | 5 september 16        | 27              | 2            | zowel op dubbel-cd als 13 gekleurde vinylsingles                                                           |
| Never Boring                                                        |                       | 11 oktober 19         | 54              | 1            | |

### Singles
| Single met eventuele hitnotering(en) in de Nederlandse Top 40 | Datum van verschijnen | Datum van binnenkomst | Hoogste positie | Aantal weken | Opmerkingen            |
| ------------------------------------------------------------- | --------------------- | --------------------- | --------------- | ------------ | ---------------------- |
| Love Kills                                                    |                       | 6 oktober 84          | 32              | 4            |                        |
| I Was Born to Love You                                        |                       | 18 mei 85             | 34              | 3            |                        |
| The Great Pretender                                           |                       | 21 maart 87           | 9               | 7            |                        |
| Barcelona                                                     |                       | 21 november 87        | 34              | 3            | met Montserrat Caballé |
| Barcelona                                                     | re-release            | 1 augustus 92         | 2               | 10           | met Montserrat Caballé |
| The Great Pretender                                           | re-release            | 5 december 92         | 18              | 5            |                        |
| Living on My Own (No More Brothers Remix)                     |                       | 31 juli 93            | 2               | 15           |                        |
| Love Kills (Rank 1 Radio Remix)                               | 2007                  |                       |                 |              |                        |
| Time Waits For No One                                         | 2019                  | 29 juni 2019          | tip25*          |              |                        |

### NPO Radio 2 Top 2000
| Nummers met noteringen in de NPO Radio 2 Top 2000 | '99 | '00 | '01 | '02 | '03 | '04 | '05  | '06 | '07  | '08 | '09  | '10  | '11  | '12  | '13  | '14 | '15 | '16 | '17 | '18  | '19 | '20 | '21 | '22 | '23 | '24 |
| ------------------------------------------------- | --- | --- | --- | --- | --- | --- | ---- | --- | ---- | --- | ---- | ---- | ---- | ---- | ---- | --- | --- | --- | --- | ---- | --- | --- | --- | --- | --- | --- |
| Barcelona (met Montserrat Caballé)                | 140 | 134 | 189 | 160 | 186 | 251 | 201  | 180 | 181  | 175 | 241  | 147  | 162  | 105  | 200  | 249 | 296 | 302 | 211 | 143  | 176 | 190 | 192 | 287 | 276 | 334 |
| Living on My Own                                  | -   | -   | -   | -   | -   | -   | -    | -   | -    | -   | -    | -    | -    | -    | -    | -   | -   | -   | -   | 1676 | -   | -   | -   | -   | -   | -   |
| The Great Pretender                               | -   | -   | -   | -   | -   | -   | 1558 | -   | 1952 | -   | 1855 | 1852 | 1702 | 1880 | 1893 | -   | -   | -   | -   | 1975 | -   | -   | -   | -   | -   | -   |

1. ↑  Een '-' betekent dat het nummer niet was genoteerd en een vetgedrukt getal geeft de hoogste notering van een nummer aan.

### Dvd's
| Muziek-dvd met eventuele hitnotering(en) in de Nederlandse Muziek Dvd Top 30 | Datum van verschijnen | Datum van binnenkomst | Hoogste positie | Aantal weken | Opmerkingen |
| ---------------------------------------------------------------------------- | --------------------- | --------------------- | --------------- | ------------ | ----------- |
| The video collection                                                         | 2000                  | 11 november 2000      | 1(3wk)          | 5            |             |
| Lover of life, Singer of songs                                               | 2006                  | 16 september 2006     | 5               | 9            |             |
| The great pretender                                                          | 2012                  | 29 september 2012     | 3               | 11           |             |